# Gravitation (Manga)
Gravitation (jap. グラビテーション Gurabitēshon) ist ein Boys-Love-Manga von Maki Murakami, der auch als Anime-Fernsehserie umgesetzt wurde. Der Manga wurde als Gravitation Ex fortgesetzt.
Die Geschichte handelt von der Beziehung des Musikers Shūichi Shindō zum Romanautor Eiri Yuki.

## Handlung
Der 19-jährige Shūichi Shindō (新堂愁一) und sein bester Freund Hiroshi Nakano (中野浩司), auch Hiro genannt, haben den großen Traum, als Musiker zu arbeiten und Shūichis Idol, den Sänger Ryūichi Sakuma (佐久間竜一) der Band Nittle Grasper, zu übertreffen. Während ihrer Schulzeit gründen sie die Band „Bad Luck“, die dank Manager Sakano (さかの) unter Vertrag von N-G Records berühmt wird. Shūichi zweifelt andauernd an seinen Fähigkeiten als Songtexter und verfällt öfters in Depressionen.
Eines Nachts trifft er beim Songtexten in einem Park Eiri Yuki (由貴瑛里), der sagt, seine Texte hätten höchstens Grundschulniveau und er solle das Songschreiben aufgeben. Seit diesem Tag geht der blonde Mann Shūichi nicht mehr aus dem Kopf und er will ihm beweisen, dass er das „gewisse Etwas“ hat.
Bei einem Date mit einem Mädchen, das Hiro ihm vermittelt hat, da Shūichi frustriert ist, sieht er Yuki am Café vorbeifahren und springt kurzentschlossen vor sein Auto. Da Yuki keine Aufmerksamkeit auf sich ziehen möchte, nimmt er Shūichi mit. Bei ihm zu Hause kommt es erneut zu einer Auseinandersetzung zwischen den beiden. Doch bald wird Shūichi klar, dass er sich in Yuki verliebt hat und er will ständig in seiner Nähe sein. Der 22-jährige Yuki Eiri ist Autor von Liebesromanen und unter diesem Pseudonym bekannt geworden, eigentlich heißt er Uesugi Eiri.
Nach ersten Erfolgen als Vorgruppe der Band Ask wird ihnen der 16 Jahre alte Keyboarder Suguru Fujisaki (ふじさき すぐる) zugeteilt, von dem Shūichi erst einmal gar nicht begeistert ist. Jedoch kann er Shūichi durch sein Talent überzeugen. Ihrem neuen Manager Crawd Winchester, genannt K, gelingt es, sie im Fernsehen auftreten zu lassen.
Nachdem Shūichi zu Yuki gezogen ist, tritt Bad Luck im Club Ruido auf, in dem das Vorbild Shūichis, Ryūichi Sakuma, sein Debüt feierte. Doch dann treffen Hiro und Shūichi die junge Ayaka Usami (宇佐美 綾加), die ihren Verlobten sucht. Dieser stellt sich als Eiri Yuki heraus, woraufhin Shūichi um Yuki kämpfen muss. Doch schlussendlich entscheidet sich dieser für ihn. Als jedoch Yukis Schwester Mika Shūichi auf Yukis Vergangenheit aufmerksam macht und er diesen darauf anspricht, wird er aus der Wohnung geworfen. Bald darauf wird er auch noch von Aizawa, dem Sänger der Band Ask, verprügelt, da dieser ihm den Erfolg neidet. Bald darauf wird Aizawa aber von Yuki und dem Besitzer des Plattenlabels NG Records, Tōma Seguchi, bedroht, dass er Shūichi nie wieder Schaden zufügen soll.
Bald darauf will Ryūichi Sakuma mit seiner Band ein Comeback starten und tut sich daher wieder mit Tōma und Noriko Ukai zusammen, die früher bereits Nittle Grasper gebildet hatten. Nun wird Shūichis Vorbild zu seiner Konkurrenz, der er sich stellen muss. Nach einer Abmachung zwischen K und Yuki lädt dieser Shūichi in den Vergnügungspark ein, wenn er eine Million Singles verkauft. Als ihm das jedoch gelingt, liegt Yuki wegen des Stresses im Krankenhaus. Ihm wird empfohlen, Shūichi und Japan zu verlassen und sich zu erholen. Zuvor jedoch geht er noch mit ihm in den Vergnügungspark. Nun erzählt er Shūichi auch von seiner Vergangenheit. Als er jung war, verliebte er sich in seinen Nachhilfelehrer Yuki Kitazawa, erschoss diesen jedoch in Notwehr.

## Manga
Der Vorläufer von Gravitation war eine Dōjinshi-Serie Murakamis mit dem Titel Help! Sie hatte eine ähnliche Handlung, doch hatten die Charaktere teilweise andere Rollen. Nach Gravitation produzierte Murakami noch die 13-teilige Dōjinshi-Serie Gravitation Remix und drei Megamix Dōjinshis. Beide sind dem Yaoi-Genre zuzuordnen.
Der Manga erschien von 1996 bis 2002 im japanischen Manga-Magazin Kimi to Boku des Gentosha-Verlages. Er wurde außerdem in zwölf Taschenbüchern herausgegeben. Gravitation erschien unter anderem bei Tokyopop auf Englisch, bei Taifu Comics in Frankreich, bei Mangismo Danmark auf Dänisch und bei Mangismo Sverige in Schweden. Der Manga wurde auch auf Spanisch und Portugiesisch übersetzt.
Auf Deutsch erschien der Manga von 2003 bis 2005 beim Carlsen Verlag. Die Übersetzung stammt von Claudia Peter.

## Anime

### OVA
1999 wurden vom Studio Plum eine Anime-OVAs mit zwei Folgen produziert. Bei dieser führte Shin’ichi Watanabe Regie, das Charakter-Design stammt von Hiroya Iijima. Die OVA wurde am 23. Juli 1999 veröffentlicht.
Später folgten Übersetzung ins Englische, Französisch, Niederländische und Russische. Die OVA wurde in Deutschland, Österreich, der Schweiz und Polen von Anime Virtual (heute Kazé) am 5. September 2005 auf DVD veröffentlicht.
Die OVA erzählt eine in sich geschlossene Handlung. Vor einem Konzert steckt Shūichi in einem Tief und wird von Yuki gemieden. Dieser hat ein Lied für die Konkurrenzbad Nittle Grasper geschrieben.

### Fernsehserie
Nachdem die thematisch ähnliche Serie Weiß Kreuz, in der es ebenso um eine Boyband geht, ein Erfolg war, folgte auch der OVA zu Gravitation eine Fernsehserie. Das Studio Deen produzierte im Jahr 2000 eine 13-teilige Anime-Fernsehserie unter der Regie von Bob Shirohata. Das Charakter-Design stammt von Miho Shimogasa. Die Serie lief in Japan von 4. Oktober 2000 bis 10. Januar 2001 auf dem Satelliten-Sender WOWOW.
Die Serie wurde auf Englisch, Französisch und Niederländisch übersetzt. Die Serie wurde in Deutschland, Österreich, der Schweiz und Polen von Anime Virtual (heute Kazé) komplett auf 5 DVDs veröffentlicht. Am 24. September 2007 erschien ein Premium-Box-Set, welches neben den DVDs auch die beiden Soundtracks enthält.

### Synchronisation
Die deutsche Synchronisation erfolgte durch die Firma Elektrofilm.
| Rolle           | japanischer Sprecher (Seiyū) | deutscher Sprecher |
| --------------- | ---------------------------- | ------------------ |
| Shūichi Shindō  | Tomokazu Seki                | Ozan Ünal          |
| Eiri Yuki       | Kazuhiko Inoue               | Dennis Schmidt-Foß |
| Hiroshi Nagano  | Yasunori Matsumoto           | Nico Sablik        |
| Sakano          | Takehito Koyasu              | Wanja Gerick       |
| Tōma Seguchi    | Ai Orikasa                   | Kim Hasper         |
| Suguru Fujisaki | Fujiko Takimoto              | Raúl Richter       |
| Mr. K (Kei)     | Ryōtarō Okiayu               | Gerrit Schmidt-Foß |
| Ryūichi Sakuma  | Kappei Yamaguchi             | David Turba        |
| Ayaka Usami     | Rie Tanaka                   | Julia Kaufmann     |
| Taki Aizawa     | Shin’ichirō Miki             | Konrad Bösherz     |
| Mika Seguchi    | Hiromi Tsuru                 | Maria Koschny      |
| Tatsuha Uesugi  | Hideo Ishikawa               | Hannes Maurer      |

### Musik
Die Musik der OVA wie der Serie wurde von Daisuke Asakura komponiert. Für die Fernsehserie führte Takashi Kodama Musikregie. Die Songs der Band Bad Luck stammen von Mad Soldiers.
Der Vorspanntitel Super Drive und das Lied des Abspanns, Glaring Dream, wurden gespielt von Yosuke Sakanoue, Kinya Kotani und Mad Soldiers. Diese produzierten auch den Vorspann und Abspann der OVA, Blind Game again und Smashing Blue.
Der Soundtrack erschien in Deutschland bei Wasabi Records auf zwei CDs.

## Light Novels
Jun Lennon (純 礼音) schrieb zwei Light Novels – Gravitation the Novel und Gravitation – voice the temptation – mit den Illustrationen von Maki Murakami. Letztere erschien 2006 in einer Übersetzung bei TOKYOPOP in den USA unter dem Titel Gravitation: Voice of Temptation und erstere 2007. 2007 wurden beide japanische Fassungen noch mal neu aufgelegt.
- Gravitation the Novel (グラビテーション・ザ・ノベル). Sony Magazine, 2000, ISBN 4-7897-1640-6.
- Gravitation – voice the temptation (グラビテーション〜voice the temptation〜). Gentōsha Comics, 2002, ISBN 4-344-80069-9.
- Gravitation Red (グラビテーションRED). Gentōsha Comics (Birz Novels), 2007, ISBN 978-4-344-80932-1 (Neuauflage von Gravitation the Novel)
- Gravitation Blue (グラビテーションBLUE). Gentōsha Comics (Birz Novels), 2007, ISBN 978-4-344-80933-8 (Neuauflage von Gravitation – voice the temptation)

## Hörspiele
Es wurden des Weiteren acht Hörspiele produziert, bei denen die meisten Seiyū (japanischer Synchronsprecher) der Serie mitwirkten. Fünf davon erzählen von Ereignissen, die auch im Manga vorkommen, die restlichen drei berichten von neuen Geschichten. Die Alben enthalten auch Musikstücke, die von den japanischen Sprechern gesungen werden.

## Rezeption
Jason Thompson nennt den Manga eine „abgefahrene Komödie jenseits der Träume der wildesten Boulevardzeitung“. Während der Band vier „unnötig düster“ sei mit der Thematisierung von Vergewaltigung und Mord, würden die folgenden Bände immer absurder und der erzählerische wie zeichnerische Stil nähere sich Anime-Produktionen an. Die Geschichte werde immer chaotischer, doch dies sei ein „lustiges Chaos, dicht gepackt mit guten Dialogen und launigen Szenen“. Die Anime Encyclopedia beschreibt die OVA als mittelmäßig.
Die MangasZene beschreibt Gravitation als eine „Shōnen-Ai-Soap, wie es nur wenige gibt“, deren Protagonisten den üblichen Handelsmustern und Klischees entsprächen. Die Handlung sei für Kenner des Genres so vorhersehbar, dass es „fast schon peinlich ist“. Das schrecke Fans aber nicht ab, für das weibliche Publikum böte die Serie „viele süße Jungs“. Die Charaktere seien leicht ins Herz zu schließen und liebevoll gezeichnet, die Klischees gut umgesetzt. Der Manga sei stilistisch mit Yami no Matsuei oder D·N·Angel zu vergleichen, die zeichnerische Qualität steigere sich im Laufe der 12 Bände. Trotz der inhaltlichen Mängel mache der Manga Spaß. Der Versuch, den Anime mit einer Kombination aus animierten Sequenzen und gefilmten Hintergründen auffälliger zu gestalten, sei misslungen. Auch sonst halte sich die Animationsqualität in Grenzen, positiv sei das über alle Folgen konstant gehaltene Aussehen der Figuren.
Auch die AnimaniA erkennt eine deutliche Verbesserung des Zeichenstils im Laufe des Mangas, der am Anfang noch skizzenhaft und unausgereift wirke. In den späteren Bänden tendiere der Stil zum „Anime-Look“. Besondere Spezialität der Mangazeichnerin seien „SD-Figuren und Slapstick-Einlagen“. Die Animeserie gehe „erfrischend unverkrampft“ mit den Genre-Klischees um. Besonders hebe sich Gravitation durch die gute Musik und die vielen gelungenen Comedy-Szenen von anderen Serien ab. Nicht nur die Protagonisten, sondern auch die vielen starken Nebencharaktere seien „liebevoll ausgearbeitet und wachsen dem Zuschauer schnell ans Herz“. Die Animationsqualität sei für damalige Verhältnisse durchschnittlich, bedauert wird das offenbar geringe Budget und die im Vergleich zum Manga sehr gestraffte und daher teils etwas überladene Handlung. Insgesamt sei die Anime-Umsetzung dennoch gelungen. Die Änderung des Charakterdesign von der OVA zur Serie sei positiv und entspreche eher dem Manga. Die OVA sei für Fans des Genres unterhaltsam, die Synchronisation solide.